# Soredieus schriftmos
Het soredieus schriftmos (Zwackhia sorediifera) is een schriftmos behorend tot de familie Lecanographaceae. Het groeit op laanbomen in bossen. Het leeft in symbiose met de alg Trentepohlia.

## Kenmerken
Het korstmos heeft een dun, glad of licht schilferig thallus dat soms verdwijnt en een smalle, donkere prothallus heeft. Het is bleek tot mediumbruin van kleur. De soralia zijn kleine, ronde structuren van 0,4-1,2 mm diameter, soms samenvloeiend tot 3 mm, en zijn licht oranjegeel tot beige als ze jong zijn, maar worden crèmekleurig bij opgedroogde monsters. De soredia zijn poederachtig en hebben een diameter van 12-26 μm. De apothecia komen vaak voor en meten 0,3–0,6 (–1.3) × 0,12–0,3 mm.
De ascosporen zijn langwerpig, 10- tot 14-cellig, met een geleiachtige mantel. Conidia zijn staafvormig. De soralia reageren op chemische tests met een roze-rode kleur en bevatten gyrophorisch zuur, en soms onbekende UV-lichtrode pigmenten.

## Verspreiding
In Nederland komt het zeer zeldzaam voor.